# ويليام إل. سوندرز
ويليام إل. سوندرز (بالإنجليزية: William L. Saunders)‏ هو محامي وسياسي أمريكي، ولد في 1835 في رالي في الولايات المتحدة، وتوفي في 1891. حزبياً، نشط في الحزب الديمقراطي.